# Magenta (kleur)
Magenta is een extraspectrale kleur, een kleur die niet voorkomt in het elektromagnetisch spectrum. De zuivere kleur magenta kan slechts worden verkregen door gelijke hoeveelheden van rood en blauw licht te mengen: magenta licht bestaat niet. De tinten van de extraspectrale sector lopen van fuchsia (met meer rood licht), over roze naar paars (met meer blauw licht). Ten gevolge van het Abney-effect lijkt een licht fuchsia op roze; door het Bezold-Brücke-effect lijkt een zuiver magenta van geringe lichtsterkte niet meer roze maar paars. Vandaar dat die tinten wel omschreven worden als een paarsachtig rood, roodachtig paars of mauve-achtig karmozijn.
Magenta is een primaire kleur in het subtractieve kleursysteem en een secundaire kleur in het additieve kleursysteem. Magenta is in beide systemen de complementaire kleur van groen. In drukinktsystemen wordt de kleur magenta dan ook standaard gebruikt in de vier-kleurendruk. Wegens beperkingen in de pigmentkeuze neigt de magenta drukinkt echter iets naar het rood. Kunstschilders gebruiken de kleur magenta weinig, hoewel het pigment chinacridon (quinacridone) wel tot hun beschikking staat. Als primaire subtractieve kleur kan de zuivere tint niet door verfmenging verkregen worden.
De term magenta is afkomstig van een van de eerste kunstmatige (in dit geval aniline) kleurstoffen. Deze werd ontdekt kort na de Slag bij Magenta, die plaatsvond bij de stad Magenta in Noord-Italië, in 1859. De kleur is aldus genoemd naar de slag, en dus indirect naar de stad. Zie ook: De_namen_rood_en_purper_(magenta)_bij_de kleurenleer van Goethe.
De kleur magenta wordt soms ook cyclaam (de roze tinten) of fuchsia (de meer rode tinten) genoemd, naar de bloemen die deze kleur kunnen hebben.

## Kleurnuances
|                         |        |        |        |        |        |        |        |        |        |        |        |        |        |        |        |
|                         |        |        |        |        |        |        |        |        |        |        |        |        |        |        |        |
|                         |        |        |        |        |        |        |        |        |        |        |        |        |        |        |        |
| Van zwart naar magenta: |        |        |        |        |        |        |        |        |        |        |        |        |        |        |        |
|                         |        |        |        |        |        |        |        |        |        |        |        |        |        |        |        |
|                         |        |        |        |        |        |        |        |        |        |        |        |        |        |        |        |
| 000000                  | 110011 | 220022 | 330033 | 440044 | 550055 | 660066 | 770077 | 880088 | 990099 | AA00AA | BB00BB | CC00CC | DD00DD | EE00EE | FF00FF |
| Van wit naar magenta:   |        |        |        |        |        |        |        |        |        |        |        |        |        |        |        |
|                         |        |        |        |        |        |        |        |        |        |        |        |        |        |        |        |
|                         |        |        |        |        |        |        |        |        |        |        |        |        |        |        |        |
| FFFFFF                  | FFEEFF | FFDDFF | FFCCFF | FFBBFF | FFAAFF | FF99FF | FF88FF | FF77FF | FF66FF | FF55FF | FF44FF | FF33FF | FF22FF | FF11FF | FF00FF |

|                                                                                    |
| Magenta in variabele mate van verzadiging (horizontaal) en intensiteit (verticaal) |

## Varia
Magenta kan, middels gebruik van zonlicht en optica, waargenomen worden door twee prisma's simultaan twee spectra te laten projecteren op een witte muur. Deze twee spectra overlappen elkaar aan het blauwe uiteinde van het ene spectrum en het rode uiteinde van het andere. De combinatie van blauw en rood als geprojecteerd licht laat magenta zien.
Theoretisch is magenta een onbestaand kleur in het spectrum, bijvoorbeeld in dat van de regenboog. Toch kan het aan de concave kant van de primaire regenboog worden waargenomen, en wel als het blauw van de primaire regenboog over gaat in het rood van de eerste overtallige boog. Als er meer dan één overtallige boog te zien is, is er een korte opeenvolging van zowel magentakleurige als groenkleurige bogen te zien. 
Magenta en diverse schakeringen daarvan zijn ook te zien in hemelpurper , veroorzaakt door hoog zwevende vulkanische as in de stratosfeer. Deze hoog zwevende stofdeeltjes zijn voor zonsopkomst of na zonsondergang nog steeds verlicht door de roodkleurige zon, en laten allerlei bont gekleurde schemeringsverschijnselen zien, gedomineerd door de kleuren purper en magenta. De maan, de helderwitte planeet Venus, en witte kunstmatige lichtbronnen zien er tijdens het optreden van hemelpurper merkwaardig groenachtig uit. Dit is een bekend kleurcontrastverschijnsel.
Magenta kan ook waargenomen worden in de bonte kleurringen van een uiterst dun filmpje benzine op een nat wegdek, alsook in luchtbellen gevormd door schuim van vaatwasmiddelen.
De kleur roze is magenta waar een bepaald percentage wit is aan toegevoegd. De tegengestelde kleur van roze is kaki (groen waar een bepaald percentage zwart is aan toegevoegd).

## Magentaroze in de taal
- Roze ruis, een vorm van gekleurde ruis (audiosignaal).

primaire kleur · secundaire kleur · tertiaire kleur · complementaire kleur · kleurencirkel · partitieve kleurmenging · kleurcontrast · kleurtemperatuur

kleurcodering · kleurruimte · CIELAB · CMYK · HSL/HLS · HSV/HSB · HTML-kleuren · NCS · Pantone PMS · RAL · RGB · YIQ · YUV · YPbPr